# Chicago Med/Episodenliste
Diese Episodenliste enthält alle Episoden der US-amerikanischen Fernsehserie Chicago Med, sortiert nach der US-amerikanischen Erstausstrahlung. Die Fernsehserie umfasst derzeit zehn Staffeln mit 198 Episoden.

## Übersicht
| Staffel | Episoden | Erstausstrahlung USA | Erstausstrahlung USA | Deutschsprachige Erstausstrahlung | Deutschsprachige Erstausstrahlung |
| Staffel | Episoden | Staffelpremiere      | Staffelfinale        | Staffelpremiere                   | Staffelfinale                     |
| ------- | -------- | -------------------- | -------------------- | --------------------------------- | --------------------------------- |
| 1       | 18       | 17. November 2015    | 17. Mai 2016         | 12. April 2016                    | 9. August 2016                    |
| 2       | 23       | 22. September 2016   | 11. Mai 2017         | 6. März 2017                      | 7. August 2017                    |
| 3       | 20       | 21. November 2017    | 15. Mai 2018         | 19. März 2018                     | 30. Juli 2018                     |
| 4       | 22       | 26. September 2018   | 22. Mai 2019         | 4. März 2019                      | 29. Juli 2019                     |
| 5       | 20       | 25. September 2019   | 15. April 2020       | 24. Februar 2020                  | 10. August 2020                   |
| 6       | 16       | 11. November 2020    | 26. Mai 2021         | 19. April 2021                    | 30. August 2021                   |
| 7       | 22       | 22. September 2021   | 25. Mai 2022         | 18. April 2022                    | 12. September 2022                |
| 8       | 22       | 21. September 2022   | 24. Mai 2023         | 10. April 2023                    | 4. September 2023                 |
| 9       | 13       | 17. Januar 2024      | 22. Mai 2024         | 06. Mai 2024                      | 29. Juli 2024                     |
| 10      | 22       | 25. September 2024   | 21. Mai 2025         | 07. April 2025                    |                                   |

## Staffel 1
| Nr. (ges.) | Nr. (St.) | Deutscher Titel        | Originaltitel | Erstausstrahlung USA | Deutschsprachige Erstausstrahlung (D) | Regie              | Drehbuch                                                                                        |
| ---------- | --------- | ---------------------- | ------------- | -------------------- | ------------------------------------- | ------------------ | ----------------------------------------------------------------------------------------------- |
| 1          | 1         | Entgleist              | Derailed      | 17. Nov. 2015        | 12. Apr. 2016                         | Michael Waxman     | Andrew Dettmann, Diane Frolov & Andrew Schneider Idee: Andrew Dettmann                          |
| 2          | 2         | Zwischen Leben und Tod | iNO           | 24. Nov. 2015        | 19. Apr. 2016                         | Fred Berner        | Stephen Hootstein                                                                               |
| 3          | 3         | Plan B                 | Fallback      | 1. Dez. 2015         | 26. Apr. 2016                         | Tara Nicole Weyr   | Simran Baidwan                                                                                  |
| 4          | 4         | Unter Beschuss         | Mistaken      | 8. Dez. 2015         | 3. Mai 2016                           | Donald Petrie      | Eli Talbert                                                                                     |
| 5          | 5         | Bösartig               | Malignant     | 5. Jan. 2016         | 10. Mai 2016                          | Nick Gomez         | Jeff Drayer                                                                                     |
| 6          | 6         | Blutsbande             | Bound         | 19. Jan. 2016        | 17. Mai 2016                          | Michael Waxman     | Will Pascoe                                                                                     |
| 7          | 7         | Schicksalsschläge      | Saint         | 26. Jan. 2016        | 24. Mai 2016                          | Jann Turner        | Mary Leah Sutton                                                                                |
| 8          | 8         | Herzenssachen          | Reunion       | 2. Feb. 2016         | 31. Mai 2016                          | Donald Petrie      | David Weinstein & Stephen Hootstein Idee: David Weinstein                                       |
| 9          | 9         | Im Zwiespalt           | Choices       | 9. Feb. 2016         | 7. Juni 2016                          | Jean de Segonzac   | Joshua Hale Fialkov                                                                             |
| 10         | 10        | Lebensgefährlich       | Clarity       | 16. Feb. 2016        | 14. Juni 2016                         | Fred Berner        | Safura Fadavi                                                                                   |
| 11         | 11        | Lebendspende           | Intervention  | 23. Feb. 2016        | 21. Juni 2016                         | Sanford Bookstaver | Jeff Drayer, Simran Baidwan, Diane Frolov & Andrew Schneider Idee: Jeff Drayer & Simran Baidwan |
| 12         | 12        | Selbstversuch          | Guilty        | 29. März 2016        | 28. Juni 2016                         | Holly Dale         | Mary Leah Sutton, Danny Weiss & Stephen Hootstein                                               |
| 13         | 13        | Berufung               | Us            | 5. Apr. 2016         | 5. Juli 2016                          | Michael Waxman     | Diane Frolov, Andrew Schneider & Jeff Drayer                                                    |
| 14         | 14        | Verdacht               | Hearts        | 19. Apr. 2016        | 12. Juli 2016                         | Donald Petrie      | Liz Brixius                                                                                     |
| 15         | 15        | Schweres Erbe          | Inheritance   | 26. Apr. 2016        | 19. Juli 2016                         | Stephen Cragg      | Joseph Sousa                                                                                    |
| 16         | 16        | Unter Beobachtung      | Disorder      | 3. Mai 2016          | 26. Juli 2016                         | Ami Mann           | Eli Talbert                                                                                     |
| 17         | 17        | Entzugserscheinungen   | Withdrawal    | 10. Mai 2016         | 2. Aug. 2016                          | Fred Berner        | Jeff Drayer & Stephen Hootstein                                                                 |
| 18         | 18        | Eine Frage des Timings | Timing        | 17. Mai 2016         | 9. Aug. 2016                          | Michael Waxman     | Diane Frolov & Andrew Schneider                                                                 |

## Staffel 2
| Nr. (ges.) | Nr. (St.) | Deutscher Titel            | Originaltitel        | Erstausstrahlung USA | Deutschsprachige Erstausstrahlung (D) | Regie                    | Drehbuch                                                                                    |
| ---------- | --------- | -------------------------- | -------------------- | -------------------- | ------------------------------------- | ------------------------ | ------------------------------------------------------------------------------------------- |
| 19         | 1         | Ein letztes erstes Mal     | Soul Care            | 22. Sep. 2016        | 6. März 2017                          | Arthur W. Forney         | Diane Frolov & Andrew Schneider                                                             |
| 20         | 2         | Gewinn und Verlust         | Win Loss             | 29. Sep. 2016        | 13. März 2017                         | David Rodriguez          | Eli Talbert & Safura Fadavi                                                                 |
| 21         | 3         | Macht der Natur            | Natural History      | 6. Okt. 2016         | 20. März 2017                         | Michael Waxman           | Stephen Hootstein & Danny Weiss                                                             |
| 22         | 4         | Offenes Geheimnis          | Brother's Keeper     | 13. Okt. 2016        | 27. März 2017                         | Stephen Cragg            | Jeff Drayer & Joseph Sousa                                                                  |
| 23         | 5         | Extreme Massnahmen         | Extreme Measures     | 20. Okt. 2016        | 3. Apr. 2017                          | Daisy von Scherler Mayer | Shelley Meals & Darin Goldberg                                                              |
| 24         | 6         | Alternativmedizin          | Alternative Medicine | 27. Okt. 2016        | 10. Apr. 2017                         | Eriq La Salle            | Diane Frolov & Andrew Schneider                                                             |
| 25         | 7         | Zwickmühle                 | Inherent Bias        | 3. Nov. 2016         | 17. Apr. 2017                         | Michael Waxman           | Stephen Hootstein & Danny Weiss                                                             |
| 26         | 8         | Der freie Wille            | Free Will            | 10. Nov. 2016        | 24. Apr. 2017                         | Charles S. Carroll       | Jeff Drayer & Joseph Sousa                                                                  |
| 27         | 9         | Neuland                    | Uncharted Territory  | 5. Jan. 2017         | 1. Mai 2017                           | Patrick Norris           | Eli Talbert & Safura Fadavi                                                                 |
| 28         | 10        | Auf Herz und Nieren        | Heart Matters        | 12. Jan. 2017        | 8. Mai 2017                           | Fred Berner              | Darin Goldberg & Shelley Meals                                                              |
| 29         | 11        | Nachtschicht               | Graveyard Shift      | 19. Jan. 2017        | 15. Mai 2017                          | Alex Zakrzewski          | Diane Frolov & Andrew Schneider                                                             |
| 30         | 12        | Spiegelbilder              | Mirror Mirror        | 2. Feb. 2017         | 22. Mai 2017                          | Vincent Misiano          | Stephen Hootstein                                                                           |
| 31         | 13        | Nichts ist, wie es scheint | Theseus’ Ship        | 9. Feb. 2017         | 29. Mai 2017                          | Kenneth Johnson          | Jeff Drayer                                                                                 |
| 32         | 14        | Kaltfront                  | Cold Front           | 16. Feb. 2017        | 5. Juni 2017                          | Michael Waxman           | Diane Frolov, Andrew Schneider & Danny Weiss                                                |
| 33         | 15        | Heldentaten                | Lose Yourself        | 2. März 2017         | 12. Juni 2017                         | David Rodriguez          | Eli Talbert                                                                                 |
| 34         | 16        | Gefangen                   | Prisoner's Dilemma   | 9. März 2017         | 19. Juni 2017                         | Laura Belsey             | Joseph Sousa                                                                                |
| 35         | 17        | Schwarzer Montag           | Monday Mourning      | 16. März 2017        | 26. Juni 2017                         | Fred Berner              | Jeff Drayer, Danny Weiss & Paul R. Puri Idee: Jeff Drayer & Danny Weiss                     |
| 36         | 18        | Loslassen                  | Lesson Learned       | 30. März 2017        | 3. Juli 2017                          | Michael Pressman         | Safura Fadavi                                                                               |
| 37         | 19        | Strg + Alt                 | Ctrl Alt             | 6. Apr. 2017         | 10. Juli 2017                         | Valerie Weiss            | Stephen Hootstein & Jason Cho                                                               |
| 38         | 20        | Generationenkonflikt       | Generation Gap       | 13. Apr. 2017        | 17. Juli 2017                         | Stephen Cragg            | Shelley Meals & Darin Goldberg                                                              |
| 39         | 21        | Letzte Hoffnung            | Deliver Us           | 27. Apr. 2017        | 24. Juli 2017                         | Holly Dale               | Jeff Drayer & Joseph Sousa                                                                  |
| 40         | 22        | Weisser Schmetterling      | White Butterflies    | 4. Mai 2017          | 31. Juli 2017                         | Eriq La Salle            | Stephen Hootstein & Eli Talbert                                                             |
| 41         | 23        | Liebe tut weh              | Love Hurts           | 11. Mai 2017         | 7. Aug. 2017                          | Michael Waxman           | Diane Frolov & Andrew Schneider Idee: Diane Frolov & Andrew Schneider & Gabriel L. Feinberg |

## Staffel 3
| Nr. (ges.) | Nr. (St.) | Deutscher Titel         | Originaltitel           | Erstausstrahlung USA | Deutschsprachige Erstausstrahlung (D) | Regie                      | Drehbuch                                                          |
| ---------- | --------- | ----------------------- | ----------------------- | -------------------- | ------------------------------------- | -------------------------- | ----------------------------------------------------------------- |
| 42         | 1         | Verpasste Chance        | Speak Your Truth        | 21. Nov. 2017        | 19. März 2018                         | Michael Waxman             | Diane Frolov & Andrew Schneider & Stephen Hootstein & Danny Weiss |
| 43         | 2         | Zeit für Streit         | Nothing To Fear         | 28. Nov. 2017        | 26. März 2018                         | Charles Carroll            | Jeff Drayer & Joseph Sousa                                        |
| 44         | 3         | Bauchgefühl             | Trust Your Gut          | 5. Dez. 2017         | 2. Apr. 2018                          | Mark Tinker                | Eli Talbert & Safura Fadavi                                       |
| 45         | 4         | Hauen und Stechen       | Naughty or Nice         | 12. Dez. 2017        | 9. Apr. 2018                          | Daisy Von Scherler Mayer   | JDaniel Sinclair & Danny Weiss                                    |
| 46         | 5         | Trügerische Ruhe        | Mountains and Molehills | 2. Jan. 2018         | 16. Apr. 2018                         | Michael Waxman             | Stephen Hootstein & Meridith Friedman                             |
| 47         | 6         | Es ist kompliziert      | Ties That Bind          | 9. Jan. 2018         | 23. Apr. 2018                         | Valerie Weiss              | Diane Frolov & Andrew Schneider & Gabriel L. Feinberg             |
| 48         | 7         | Schwere See             | Over Troubled Water     | 16. Jan. 2018        | 30. Apr. 2018                         | Leon Ichaso                | Jeff Drayer & Jason Cho                                           |
| 49         | 8         | Aus vollem Herzen       | Lemons and Lemonade     | 23. Jan. 2018        | 7. Mai 2018                           | Jono Oliver                | Eli Talbert & Paul R. Puri                                        |
| 50         | 9         | Mit offenen Augen       | On Shaky Ground         | 6. Feb. 2018         | 14. Mai 2018                          | Donald Petrie              | Joseph Sousa & Danny Weiss                                        |
| 51         | 10        | Niedere Beweggründe     | Down By Law             | 27. Feb. 2018        | 21. Mai 2018                          | Michael Waxman             | Stephen Hootstein & Safura Fadavi                                 |
| 52         | 11        | Auf den zweiten Blick   | Folie à Deux            | 6. März 2018         | 28. Mai 2018                          | David Rodriguez            | Diane Frolov & Andrew Schneider                                   |
| 53         | 12        | Ein neues Leben         | Born This Way           | 20. März 2018        | 4. Juni 2018                          | Lin Oeding                 | Jeff Drayer & Daniel Sinclair                                     |
| 54         | 13        | Die Liste               | Best Laid Plans         | 27. März 2018        | 11. Juni 2018                         | Fred Berner                | Eli Talbert & Meridith Friedman                                   |
| 55         | 14        | Abgeriegelt             | Lock It Down            | 3. Apr. 2018         | 18. Juni 2018                         | Salli Richardson-Whitfield | Diane Frolov & Andrew Schneider & Danny Weiss                     |
| 56         | 15        | Überlebenswichtig       | Devil in Disguise       | 10. Apr. 2018        | 25. Juni 2018                         | Michael Pressman           | Stephen Hootstein & Joseph Sousa                                  |
| 57         | 16        | Eine unbequeme Wahrheit | An Inconvenient Truth   | 17. Apr. 2018        | 2. Juli 2018                          | Charles Carroll            | Safura Fadavi & Meridith Friedman                                 |
| 58         | 17        | Das Elternproblem       | The Parent Trap         | 24. Apr. 2018        | 9. Juli 2018                          | Jono Oliver                | Jeff Drayer                                                       |
| 59         | 18        | Blutbad                 | This Is Now             | 1. Mai 2018          | 16. Juli 2018                         | Charles Carroll            | Eli Talbert & Daniel Sinclair                                     |
| 60         | 19        | Vertrauenskrise         | Crisis of Confidence    | 8. Mai 2018          | 23. Juli 2018                         | Martha Mitchell            | Stephen Hootstein & Danny Weiss                                   |
| 61         | 20        | Wendepunkt              | The Tipping Point       | 15. Mai 2018         | 30. Juli 2018                         | Michael Waxman             | Diane Frolov & Andrew Schneider                                   |

## Staffel 4
| Nr. (ges.) | Nr. (St.) | Deutscher Titel         | Originaltitel           | Erstausstrahlung USA | Deutschsprachige Erstausstrahlung (D) | Regie              | Drehbuch                                                                            |
| ---------- | --------- | ----------------------- | ----------------------- | -------------------- | ------------------------------------- | ------------------ | ----------------------------------------------------------------------------------- |
| 62         | 1         | Die bessere Hälfte      | Be My Better Half       | 26. Sep. 2018        | 4. März 2019                          | Michael Waxman     | Diane Frolov & Andrew Schneider                                                     |
| 63         | 2         | Ausser Atem             | When to Let Go          | 3. Okt. 2018         | 11. März 2019                         | Charles S. Carroll | Diane Frolov & Andrew Schneider & Danny Weiss                                       |
| 64         | 3         | Aufopferung             | Heavy is the Head       | 10. Okt. 2018        | 18. März 2019                         | Michael Waxman     | Jeff Drayer                                                                         |
| 65         | 4         | Mit dem Rücken zur Wand | Backed Against the Wall | 17. Okt. 2018        | 25. März 2019                         | Vincent Misiano    | Eli Talbert                                                                         |
| 66         | 5         | Stunde der Wahrheit     | What You Don’t Know     | 24. Okt. 2018        | 1. Apr. 2019                          | Donald Petrie      | Stephen Hootstein                                                                   |
| 67         | 6         | Nebelkerzen             | Lesser of Two Evils     | 31. Okt. 2018        | 8. Apr. 2019                          | Martha Mitchell    | Safura Fadavi & Meridith Friedman                                                   |
| 68         | 7         | Code Orange             | The Poison Inside Us    | 7. Nov. 2018         | 15. Apr. 2019                         | Milena Govich      | Jeff Drayer & Joseph Sousa                                                          |
| 69         | 8         | Todeswunsch             | Play By My Rules        | 14. Nov. 2018        | 22. Apr. 2019                         | Valerie Weiss      | Eli Talbert & Daniel Sinclair                                                       |
| 70         | 9         | Aufgeflogen             | Death Do Us Part        | 21. Nov. 2018        | 29. Apr. 2019                         | Fred Berner        | Stephen Hootstein & Paul R. Puri                                                    |
| 71         | 10        | Abgewiesen              | All The Lonely People   | 9. Jan. 2019         | 6. Mai 2019                           | Michael Waxman     | Diane Frolov & Andrew Schneider                                                     |
| 72         | 11        | Im Verborgenen          | Who Can You Trust       | 16. Jan. 2019        | 13. Mai 2019                          | Charles S. Carroll | Safura Fadavi & Meridith Friedman Idee: Meridith Friedman                           |
| 73         | 12        | Entmündigt              | The Things We Do        | 23. Jan. 2019        | 20. Mai 2019                          | Carl Seaton        | Jeff Drayer & Danny Weiss                                                           |
| 74         | 13        | Verdachtsfälle          | Ghosts in the Attic     | 6. Feb. 2019         | 27. Mai 2019                          | Michael Pressman   | Stephen Hootstein & Joseph Sousa & Jason Cho Idee: Stephen Hootstein & Joseph Sousa |
| 75         | 14        | Unumkehrbar             | Can’t Unring That Bell  | 13. Feb. 2019        | 3. Juni 2019                          | Lin Oeding         | Diane Frolov & Andrew Schneider & Daniel Sinclair                                   |
| 76         | 15        | Blinder Hass            | We Hold These Truths    | 20. Feb. 2019        | 10. Juni 2019                         | Nicole Cummins     | Eli Talbert & Paul R. Puri                                                          |
| 77         | 16        | Der Organspender        | Old Flames, New Sparks  | 27. Feb. 2019        | 17. Juni 2019                         | Elodie Keene       | Safura Fadavi & Meridith Friedman Idee: Safura Fadavi                               |
| 78         | 17        | Tödliche Nähe           | The Space Between Us    | 27. März 2019        | 24. Juni 2019                         | Daniela De Carlo   | Danny Weiss & Jeff Drayer Idee: Danny Weiss & Ryan Michael Johnson                  |
| 79         | 18        | Sag die Wahrheit        | Tell Me The Truth       | 3. Apr. 2019         | 1. Juli 2019                          | Vincent Misiano    | Andrew Schneider & Gabriel L. Feinberg Idee: Diane Frolov & Andrew Schneider        |
| 80         | 19        | Im Schussfeld           | Never Let You Go        | 24. Apr. 2019        | 8. Juli 2019                          | Charles S. Carroll | Stephen Hootstein & Joseph Sousa                                                    |
| 81         | 20        | Der Kult                | More Harm Than Good     | 8. Mai 2019          | 15. Juli 2019                         | Milena Govich      | Eli Talbert & Daniel Sinclair Idee: Daniel Sinclair                                 |
| 82         | 21        | Der Anfang vom Ende     | Forever Hold Your Peace | 15. Mai 2019         | 22. Juli 2019                         | Charles S. Carroll | Safura Fadavi & Meridith Friedman                                                   |
| 83         | 22        | Aloha                   | With a Brave Heart      | 22. Mai 2019         | 29. Juli 2019                         | Michael Waxman     | Diane Frolov & Andrew Schneider                                                     |

## Staffel 5
| Nr. (ges.) | Nr. (St.) | Deutscher Titel         | Originaltitel                   | Erstausstrahlung USA | Deutschsprachige Erstausstrahlung (D) | Regie              | Drehbuch                                               |
| ---------- | --------- | ----------------------- | ------------------------------- | -------------------- | ------------------------------------- | ------------------ | ------------------------------------------------------ |
| 84         | 1         | Unter Verdacht          | Never Going Back to Normal      | 25. Sep. 2019        | 24. Feb. 2020                         | Michael Pressman   | Diane Frolov & Andrew Schneider                        |
| 85         | 2         | Im Dunkeln              | We're Lost in the Dark          | 2. Okt. 2019         | 2. März 2020                          | Alex Chapple       | Jeff Drayer                                            |
| 86         | 3         | Bewährungsprobe         | In the Valley of the Shadows    | 9. Okt. 2019         | 9. März 2020                          | Charles S. Carroll | Stephen Hootstein                                      |
| 87         | 4         | Die Seuche (Teil 2)     | Infection: Part II              | 16. Okt. 2019        | 16. März 2020                         | Michael Pressman   | Diane Frolov, Andrew Schneider, Dick Wolf & Derek Haas |
| 88         | 5         | Leib und Seele          | Got a Friend in Me              | 23. Okt. 2019        | 23. März 2020                         | John Polson        | Eli Talbert                                            |
| 89         | 6         | Zu viel ist zu viel     | It's All in the Family          | 30. Okt. 2019        | 30. März 2020                         | Nicole Rubio       | Safura Fadavi & Meridith Friedman                      |
| 90         | 7         | Der Vampir              | Who Knows What Tomorrow Brings  | 6. Nov. 2019         | 6. Apr. 2020                          | Jerry Levine       | Daniel Sinclair & Paul R. Puri                         |
| 91         | 8         | Zu nah an der Sonne     | Too Close to the Sun            | 13. Nov. 2019        | 20. Apr. 2020                         | Michael Berry      | Joseph Sousa & Danny Weiss                             |
| 92         | 9         | Ohne Zukunft            | I Can’t Imagine the Future      | 20. Nov. 2019        | 27. Apr. 2020                         | Charles S. Carroll | Diane Frolov & Andrew Schneider                        |
| 93         | 10        | Kalter Entzug           | Guess it Doesn't Matter Anymore | 8. Jan. 2020         | 1. Juni 2020                          | Mykelti Williamson | Stephen Hootstein & Gabriel L. Feinberg                |
| 94         | 11        | Einer von uns           | The Ground Shifts Beneath Us    | 15. Jan. 2020        | 8. Juni 2020                          | Martha Mitchell    | Safura Fadavi & Meridith Friedman                      |
| 95         | 12        | Riskante Wahl           | Leave the Choice to Solomon     | 22. Jan. 2020        | 15. Juni 2020                         | Milena Govich      | Jeff Drayer                                            |
| 96         | 13        | Empfindungslos          | Pain is For the Living          | 5. Feb. 2020         | 22. Juni 2020                         | Vincent Misiano    | Eli Talbert                                            |
| 97         | 14        | Ein klarer Schnitt      | It May Not Be Forever           | 12. Feb. 2020        | 29. Juni 2020                         | Elodie Keene       | Daniel Sinclair & Paul R. Puri                         |
| 98         | 15        | Die Rolle seines Lebens | I Will Do No Harm               | 26. Feb. 2020        | 6. Juli 2020                          | Vanessa Parise     | Joseph Sousa & Danny Weiss                             |
| 99         | 16        | Selbstbestimmtheit      | Who Should Be the Judge         | 4. März 2020         | 13. Juli 2020                         | Alex Chapple       | Safura Fadavi                                          |
| 100        | 17        | Abbitte                 | The Ghosts of the Past          | 18. März 2020        | 20. Juli 2020                         | Michael Waxman     | Diane Frolov & Andrew Schneider                        |
| 101        | 18        | Alles aus Liebe         | In the Name of Love             | 25. März 2020        | 27. Juli 2020                         | S.J. Main Muñoz    | Meridith Friedman                                      |
| 102        | 19        | Verleugnung             | Just a River in Egypt           | 8. Apr. 2020         | 3. Aug. 2020                          | Jean de Segonzac   | Jeff Drayer                                            |
| 103        | 20        | Alte Wunden             | A Needle in the Heart           | 15. Apr. 2020        | 10. Aug. 2020                         | Milena Govich      | Stephen Hootstein & Daniel Sinclair                    |

## Staffel 6
| Nr. (ges.) | Nr. (St.) | Deutscher Titel                   | Originaltitel                            | Erstausstrahlung USA | Deutschsprachige Erstausstrahlung (D) | Regie              | Drehbuch                                                                     |
| ---------- | --------- | --------------------------------- | ---------------------------------------- | -------------------- | ------------------------------------- | ------------------ | ---------------------------------------------------------------------------- |
| 104        | 1         | Gedenken                          | When Did We Begin to Change?             | 11. Nov. 2020        | 19. Apr. 2021                         | Michael Pressman   | Diane Frolov & Andrew Schneider                                              |
| 105        | 2         | Übergangen                        | Those Things Hidden in Plain Sight       | 18. Nov. 2020        | 26. Apr. 2021                         | John Polson        | Stephen Hootstein & Daniel Sinclair                                          |
| 106        | 3         | Der lange Weg zurück              | Do You Know the Way Home?                | 13. Jan. 2021        | 3. Mai 2021                           | Mykelti Willamson  | Jeff Drayer & Gabriel L. Feinberg                                            |
| 107        | 4         | Unbelehrbar                       | In Search of Forgiveness, Not Permission | 27. Jan. 2021        | 10. Mai 2021                          | Milena Govich      | Eli Talbert & Paul R. Puri                                                   |
| 108        | 5         | Gnadenakt                         | When Your Heart Rules Your Head          | 3. Feb. 2021         | 17. Mai 2021                          | Mykelti Williamson | Safura Fadavi & Meridith Friedman                                            |
| 109        | 6         | Verdrängung                       | Don't Want to Face This Now              | 10. Feb. 2021        | 24. Mai 2021                          | Milena Govich      | Melissa R. Byer & Treena Hancock                                             |
| 110        | 7         | Nicht gut genug                   | Better is the Enemy of Good              | 17. Feb. 2021        | 31. Mai 2021                          | Charles S. Carroll | Diane Frolov & Andrew Schneider                                              |
| 111        | 8         | Abschiedsschmerz                  | Fathers and Mothers, Daughters and Sons  | 10. März 2021        | 7. Juni 2021                          | John Polson        | Safura Fadavi & Meridith Friedman                                            |
| 112        | 9         | Späte Reue                        | For the Want of a Nail                   | 17. März 2021        | 14. Juni 2021                         | SJ Main Muñoz      | Stephen Hootstein & Daniel Sinclair                                          |
| 113        | 10        | Experimente                       | So Many Things We've Kept Buried         | 31. März 2021        | 21. Juni 2021                         | Martha Mitchell    | Jeff Drayer & Paul R. Puri                                                   |
| 114        | 11        | Die drei Säulen                   | Letting Go Only to Come Together         | 7. Apr. 2021         | 26. Juli 2021                         | SJ Main Muñoz      | Eli Talbert & Gabriel L. Feinberg                                            |
| 115        | 12        | Manche Dinge sind das Risiko wert | Some Things Are Worth the Risk           | 21. Apr. 2021        | 2. Aug. 2021                          | Carl Weathers      | Melissa R. Byer & Treena Hancock                                             |
| 116        | 13        | Verstrickungen                    | What A Tangled Web We Weave              | 5. Mai 2021          | 9. Aug. 2021                          | Bethany Rooney     | Safura Fadavi & Meridith Friedman Idee: Safura Fadavi & Ryan Michael Johnson |
| 117        | 14        | Sterben, um zu leben              | A Red Pill, A Blue Pill                  | 12. Mai 2021         | 16. Aug. 2021                         | Michael Berry      | Stephen Hootstein & Daniel Sinclair                                          |
| 118        | 15        | Aus der Deckung                   | Stories, Secrets, Half-Truths and Lies   | 19. Mai 2021         | 23. Aug. 2021                         | Michael Waxman     | Jeff Drayer                                                                  |
| 119        | 16        | Heilung                           | I Will Come to Save You                  | 26. Mai 2021         | 30. Aug. 2021                         | Michael Pressman   | Diane Frolov & Andrew Schneider                                              |

## Staffel 7
| Nr. (ges.) | Nr. (St.) | Deutscher Titel                          | Originaltitel                              | Erstausstrahlung USA | Deutschsprachige Erstausstrahlung (D) | Regie              | Drehbuch                                                                               |
| ---------- | --------- | ---------------------------------------- | ------------------------------------------ | -------------------- | ------------------------------------- | ------------------ | -------------------------------------------------------------------------------------- |
| 120        | 1         | Verwechslungsgefahr                      | You Can't Always Trust What You See        | 22. Sep. 2021        | 18. Apr. 2022                         | Nicole Rubio       | Diane Frolov & Andrew Schneider                                                        |
| 121        | 2         | Tage wie dieser                          | To Lean In, or To Let Go                   | 29. Sep. 2021        | 25. Apr. 2022                         | Oz Scott           | Safura Fadavi                                                                          |
| 122        | 3         | Blick in die Zukunft                     | Be the Change You Want to See              | 6. Okt. 2021         | 2. Mai 2022                           | Mykelti Williamson | Meridith Friedman                                                                      |
| 123        | 4         | Willkommen im Club                       | Status Quo, aka the Mess We're In          | 13. Okt. 2021        | 9. Mai 2022                           | Milena Govich      | Eli Talbert                                                                            |
| 124        | 5         | Kind aus Glas                            | Change Is a Tough Pill to Swallow          | 20. Okt. 2021        | 16. Mai 2022                          | Nicole Rubio       | Jeff & Natalie Drayer                                                                  |
| 125        | 6         | Hinterrücks                              | When You're a Hammer Everything's a Nail   | 27. Okt. 2021        | 23. Mai 2022                          | Charles S. Carroll | Daniel Sinclair                                                                        |
| 126        | 7         | Unter Hochdruck                          | A Square Peg in a Round Hole               | 3. Nov. 2021         | 30. Mai 2022                          | Timothy Busfield   | Stephen Hootstein & Gabriel L. Feinberg                                                |
| 127        | 8         | Häutungen                                | Just as a Snake Sheds Its Skin             | 10. Nov. 2021        | 6. Juni 2022                          | Michael Berry      | Safura Fadavi & Meridith Friedman                                                      |
| 128        | 9         | Schlussakkord                            | Secret Santa Has a Gift for You            | 8. Dez. 2021         | 13. Juni 2022                         | Nicole Rubio       | Diane Frolov & Andrew Schneider                                                        |
| 129        | 10        | Der äußere Schein                        | No Good Deed Goes Unpunished... In Chicago | 5. Jan. 2022         | 20. Juni 2022                         | Michael Pressman   | Eli Talbert & Ryan Michael Johnson                                                     |
| 130        | 11        | Spätfolgen                               | The Things We Thought We Left Behind       | 12. Jan. 2022        | 27. Juni 2022                         | S.J. Main Muñoz    | Jeff Drayer & Natalie Drayer                                                           |
| 131        | 12        | Die Zeit läuft ab                        | What You Don't Know Can't Hurt You         | 19. Jan. 2022        | 4. Juli 2022                          | Tess Malone        | Stephen Hootstein & Daniel Sinclair                                                    |
| 132        | 13        | Die Realität überlässt viel der Fantasie | Reality Leaves A Lot To The Imagination    | 23. Feb. 2022        | 11. Juli 2022                         | X. Dean Lim        | Meridith Friedman Idee: Meridith Friedman & Lily Dahl                                  |
| 133        | 14        | Was wäre wenn?                           | All the Things That Could Have Been        | 2. März 2022         | 18. Juli 2022                         | Jonathan Brown     | Diane Frolov, Andrew Schneider & Conor Patrick Hogan                                   |
| 134        | 15        | Die Regeln biegen                        | Things Meant to Be Bent Not Broken         | 9. März 2022         | 25. Juli 2022                         | Afia Nathaniel     | Stephen Hootstein & Gabriel L. Feinberg                                                |
| 135        | 16        | Die Wurzeln unserer Entscheidungen       | May Your Choices Reflect Hope, Not Fear    | 16. März 2022        | 1. Aug. 2022                          | Tess Malone        | Eli Talbert & Ryan Michael Johnson Idee: Eli Talbert & Mrittika "Mou" Sarin            |
| 136        | 17        | Von Liebe und Freiheit                   | If You Love Someone, Set Them Free         | 6. Apr. 2022         | 8. Aug. 2022                          | Bethany Rooney     | Jeff Drayer & Natalie Drayer                                                           |
| 137        | 18        | Frei von Urteilen                        | Judge Not, For You Will Be Judged          | 13. Apr. 2022        | 15. Aug. 2022                         | Nicole Rubio       | Safura Fadavi & Meridith Friedman                                                      |
| 138        | 19        | Es wird weitergehen                      | Like a Phoenix Rising from the Ashes       | 20. Apr. 2022        | 22. Aug. 2022                         | Timothy Busfield   | Stephen Hootstein & Daniel Sinclair                                                    |
| 139        | 20        | Alles ist möglich                        | End of the Day, Anything Can Happen        | 11. Mai 2022         | 29. Aug. 2022                         | Daniel Willis      | Eli Talbert & Gabriel L. Feinberg                                                      |
| 140        | 21        | Einer von den Guten                      | Lying Doesn't Protect You from the Truth   | 18. Mai 2022         | 5. Sep. 2022                          | Michael Pressman   | Jeff Drayer & Natalie Drayer                                                           |
| 141        | 22        | Am Ende wird alles gut                   | And Now We Come to the End                 | 25. Mai 2022         | 12. Sep. 2022                         | Nicole Rubio       | Diane Frolov, Andrew Schneider & Meridith Friedman Idee: Meridith Friedman & Lily Dahl |

## Staffel 8
| Nr. (ges.) | Nr. (St.) | Deutscher Titel                                             | Originaltitel                                        | Erstausstrahlung USA | Deutschsprachige Erstausstrahlung (D) | Regie                | Drehbuch                                |
| ---------- | --------- | ----------------------------------------------------------- | ---------------------------------------------------- | -------------------- | ------------------------------------- | -------------------- | --------------------------------------- |
| 142        | 1         | Wie fängt man an, die Verluste zu zählen?                   | How Do You Begin To Count The Losses                 | 21. Sep. 2022        | 10. Apr. 2023                         | Michael Pressman     | Michael Brandt & Derek Haas & Dick Wolf |
| 143        | 2         | Ein Schmetterling wartet                                    | Caught Between The Wrecking Ball And The Butterfly   | 28. Sep. 2022        | 17. Apr. 2023                         | Nicole Rubio         | Michael Brandt & Derek Haas & Dick Wolf |
| 144        | 3         | Den Kampf gewonnen, den Krieg noch nicht                    | Winning the Battle, but Still Losing the War         | 5. Okt. 2022         | 24. Apr. 2023                         | Charles S. Carroll   | Michael Brandt & Derek Haas & Dick Wolf |
| 145        | 4         | Der Apfel fällt nicht weit vom Lehrer                       | The Apple Doesn’t Fall Far From the Teacher          | 12. Okt. 2022        | 1. Mai 2023                           | Nicole Rubio         | Michael Brandt & Derek Haas & Dick Wolf |
| 146        | 5         | Ja, das ist die Welt, in der wir leben                      | Yep, This is the World We Live in                    | 19. Okt. 2022        | 8. Mai 2023                           | X. Dean Lim          | Michael Brandt & Derek Haas & Dick Wolf |
| 147        | 6         | Mama hat mich vor solchen Tagen gewarnt                     | Mama Said There Would Be Days Like This              | 2. Nov. 2022         | 15. Mai 2023                          | Timothy Busfield     | Michael Brandt & Derek Haas & Dick Wolf |
| 148        | 7         | Kleider machen Ärzte                                        | The Clothes Make The Man … Or Do They?               | 9. Nov. 2022         | 22. Mai 2023                          | Anthony Nardolillo   | Michael Brandt & Derek Haas & Dick Wolf |
| 149        | 8         | Unvorstellbare Herausforderungen                            | Everyone’s Fighting A Battle You Know Nothing About  | 16. Nov. 2022        | 29. Mai 2023                          | Jonathan Brown       | Michael Brandt & Derek Haas & Dick Wolf |
| 150        | 9         | Etwas ganz Neues?                                           | This Could Be the Start of Something New             | 7. Dez. 2022         | 5. Juni 2023                          | Nicole Rubio         | Michael Brandt & Derek Haas & Dick Wolf |
| 151        | 10        | Versuch’s mal mit Veränderung                               | A Little Change Might Do You Some Good               | 4. Jan. 2023         | 12. Juni 2023                         | Bethany Rooney       | Michael Brandt & Derek Haas & Dick Wolf |
| 152        | 11        | Es ist, wie es ist, bis es anders ist                       | It Is What It Is, Until It Isn’t                     | 11. Jan. 2023        | 19. Juni 2023                         | Benny Boom           | Michael Brandt & Derek Haas & Dick Wolf |
| 153        | 12        | Wenn dir niemand wirklich zuhört                            | We All Know What They Say About Assumptions          | 18. Jan. 2023        | 26. Juni 2023                         | Carl Weathers        | Michael Brandt & Derek Haas & Dick Wolf |
| 154        | 13        | Stadt im Sturm                                              | It’s an Ill Wind That Blows Nobody Good              | 15. Feb. 2023        | 3. Juli 2023                          | Afia Nathaniel       | Michael Brandt & Derek Haas & Dick Wolf |
| 155        | 14        | Her mit dem Licht am Horizont                               | On Days Like Today … Silver Linings Become Lifelines | 22. Feb. 2023        | 10. Juli 2023                         | Nicole Rubio         | Michael Brandt & Derek Haas & Dick Wolf |
| 156        | 15        | Lass die Linie überschreiten                                | Those Times You Have to Cross the Line               | 1. März 2023         | 17. Juli 2023                         | Milena Govich        | Michael Brandt & Derek Haas & Dick Wolf |
| 157        | 16        | Du bekommst nicht immer das, was du siehst                  | What You See Isn’t Always What You Get               | 22. März 2023        | 24. Juli 2023                         | Timothy Busfield     | Michael Brandt & Derek Haas & Dick Wolf |
| 158        | 17        | Jeder glaubt, spielen zu können                             | Know When to Hold and When to Fold                   | 29. März 2023        | 31. Juli 2023                         | Brian Tee            | Michael Brandt & Derek Haas & Dick Wolf |
| 159        | 18        | Zeichen des Unheils                                         | I Could See The Writing On The Wall                  | 5. Apr. 2023         | 7. Aug. 2023                          | Oz Scott             | Michael Brandt & Derek Haas & Dick Wolf |
| 160        | 19        | Für die Wahrheit musst du ganz genau hinschauen             | Look Closely and You Might Hear the Truth            | 3. Mai 2023          | 14. Aug. 2023                         | Tess Malone          | Michael Brandt & Derek Haas & Dick Wolf |
| 161        | 20        | Jetzt weht hier ein anderer Wind                            | The Winds of Change Are Starting to Blow             | 10. Mai 2023         | 21. Aug. 2023                         | Nikki Taylor Roberts | Michael Brandt & Derek Haas & Dick Wolf |
| 162        | 21        | Wo ein Wille ist, ist auch einer dagegen                    | Might Feel Like It’s Time for a Change               | 17. Mai 2023         | 28. Aug. 2023                         | Bethany Rooney       | Michael Brandt & Derek Haas & Dick Wolf |
| 163        | 22        | Öffnet sich immer eine andere Tür, wenn sich eine schließt? | Does One Door Close and Another One Open?            | 24. Mai 2023         | 4. Sep. 2023                          | Nicole Rubio         | Michael Brandt & Derek Haas & Dick Wolf |

## Staffel 9
| Nr. (ges.) | Nr. (St.) | Deutscher Titel                  | Originaltitel                                     | Erstausstrahlung USA | Deutschsprachige Erstausstrahlung (D) | Regie              | Drehbuch                                   |
| ---------- | --------- | -------------------------------- | ------------------------------------------------- | -------------------- | ------------------------------------- | ------------------ | ------------------------------------------ |
| 164        | 1         | Massenkarambolage                | Row Row Row Your Boat On A Rocky Sea              | 17. Jan. 2024        | 6. Mai 2024                           | Anna Dokoza        | Diane Frolov & Andrew Schneider            |
| 165        | 2         | Die Frau aus der Vergangenheit   | This Town Ain’t Big Enough For Both Of Us         | 24. Jan. 2024        | 13. Mai 2024                          | Tess Malone        | Stephen Hootstein & Danny Weiss            |
| 166        | 3         | Verunsicherung                   | What Happens In The Dark Always Comes To Light    | 31. Jan. 2024        | 20. Mai 2024                          | Anthony Nardolillo | Meridith Friedman                          |
| 167        | 4         | Der Familienfluch                | These Are Not The Droids You Are Looking For      | 7. Feb. 2024         | 27. Mai 2024                          | Sharon Lewis       | Eli Talbert                                |
| 168        | 5         | Wenn das Gedächtnis schwindet    | I Make A Promise, I Will Never Leave You          | 21. Feb. 2024        | 3. Juni 2024                          | Anna Dokoza        | Diane Frolov & Andrew Schneider            |
| 169        | 6         | Ein Freund aus der Vergangenheit | I Told Myself That I Was Done With You            | 28. Feb. 2024        | 10. Juni 2024                         | Michael Pressman   | Gabriel L. Feinberg & Ryan Michael Johnson |
| 170        | 7         | Alles muss symmetrisch sein      | Step On A Crack And Break Your Mother’s Back      | 20. März 2024        | 17. Juni 2024                         | Gonzalo Amat       | Danny Weiss & Lily Dahl                    |
| 171        | 8         | Telepathie                       | A Penny For Your Thoughts, Dollar For Your Dreams | 27. März 2024        | 24. Juni 2024                         | Joanna Kerns       | Stephen Hootstein & Eli Jarmel             |
| 172        | 9         | Heile dich selbst!               | Spin A Yarn, Get Stuck In Your Own String         | 3. Apr. 2024         | 1. Juli 2024                          | Anna Dokoza        | Meridith Friedman & Ashley Bower           |
| 173        | 10        | Die Bruchlandung                 | You Just Might Find You Get What You Need         | 1. Mai 2024          | 8. Juli 2024                          | Bethany Rooney     | Eli Talbert                                |
| 174        | 11        | Schweigen ist Silber             | I Think There Is Something You’re Not Telling Me  | 8. Mai 2024          | 15. Juli 2024                         | Brian Tee          | Gabriel L. Feinberg & Ryan Michael Johnson |
| 175        | 12        | Am Ende der Hoffnung             | Get By With A Little Help From My Friends         | 15. Mai 2024         | 22. Juli 2024                         | Jonathan Brown     | Danny Weiss & Lily Dahl                    |
| 176        | 13        | Die Schreckensnachricht          | I Think I Know You, But Do I Really?              | 22. Mai 2024         | 29. Juli 2024                         | Anna Dokoza        | Diane Frolov & Andrew Schneider            |

## Staffel 10
| Nr. (ges.) | Nr. (St.) | Deutscher Titel            | Originaltitel                 | Erstausstrahlung USA | Deutschsprachige Erstausstrahlung (D) | Regie              | Drehbuch                          |
| ---------- | --------- | -------------------------- | ----------------------------- | -------------------- | ------------------------------------- | ------------------ | --------------------------------- |
| 177        | 1         | Das Schiffsunglück         | Sink Or Swim                  | 25. Sep. 2024        | 7. Apr. 2025                          | Anna Dokoza        | Allen MacDonald                   |
| 178        | 2         | Die charmante Mrs. Lenox   | Bite Your Tongue              | 2. Okt. 2024         | 14. Apr. 2025                         | Anthony Nardolillo | Stephen Hootstein                 |
| 179        | 3         | Für Elise                  | Trust Fall                    | 9. Okt. 2024         | 21. Apr. 2025                         | Tess Malone        | Lauren Mackenzie                  |
| 180        | 4         | Ich will nichts mehr sehen | Blurred Lines                 | 16. Okt. 2024        | 28. Apr. 2025                         | Gonzalo Amat       | Meridith Friedman                 |
| 181        | 5         | Halloween                  | Bad Habits                    | 23. Okt. 2024        | 5. Mai 2025                           | Anna Dokoza        | Deanna Shumaker                   |
| 182        | 6         | Die Bedrohung              | Forget Me Not                 | 6. Nov. 2024         | 12. Mai 2025                          | Michael Pressman   | Lauren Glover                     |
| 183        | 7         | Archer gegen Lenox         | Family Matters                | 13. Nov. 2024        | 19. Mai 2025                          | Bethany Rooney     | Ryan Johnson                      |
| 184        | 8         | Das Attentat               | Love Will Tear Us Apart       | 20. Nov. 2024        | 26. Mai 2025                          | Lee Friedlander    | Deanna Shumaker                   |
| 185        | 9         | Böses Blut                 | No Love Lost                  | 8. Jan. 2025         | 2. Juni 2025                          | Cherie Nowlan      | Ashley Bower & Eli Jarmel         |
| 186        | 10        | Gebrochene Herzen          | Broken Hearts                 | 22. Jan. 2025        | 9. Juni 2025                          | Edward Ornelas     | Andrew Gettens & Lauren Mackenzie |
| 187        | 11        | Nachwehen (2)              | In The Trenches: Part II      | 29. Jan. 2025        | -                                     | Anna Dokoza        | Stephen Hootstein                 |
| 188        | 12        | An vorderster Front        | In The Wake                   | 5. Feb. 2025         | -                                     | Sharon Lewis       | Meridith Friedman                 |
| 189        | 13        | Blick in den Spiegel       | Take A Look In The Mirror     | 19. Feb. 2025        | -                                     | Andi Behring       | Danny Weiss                       |
| 190        | 14        | Säuretest                  | Acid Test                     | 26. Feb. 2025        | -                                     | Brian Tee          | Lauren Glover                     |
| 191        | 15        | Unten im Loch              | Down In A Hole                | 5. März 2025         | -                                     | Anna Dokoza        | Allen MacDonald                   |
| 192        | 16        | Vorzeigekind               | Poster Child                  | 26. März 2025        | -                                     | Anthony Nardolillo | Conor Patrick Hogan               |
| 193        | 17        | Das Buch Archer            | The Book Of Archer            | 2. Apr. 2025         | -                                     | Olenka Denysenko   | Deanna Shumaker                   |
| 194        | 18        | -                          | Together One Last Time        | 16. Apr. 2025        | -                                     | Joanna Kerns       | Ryan Michael Johnson              |
| 195        | 19        | -                          | The Stories We Tell Ourselves | 23. Apr. 2025        | -                                     | Tess Malone        | Meridith Friedman                 |
| 196        | 20        | -                          | The Invisible Hand            | 7. Mai 2025          | -                                     | Anna Dokoza        | Stephen Hootstein                 |
| 197        | 21        | -                          | Baby Mine ...                 | 14. Mai 2025         | -                                     | Gonzalo Amat       | Andrew Gettens & Lauren Mackenzie |
| 198        | 22        | -                          | …Don’t You Cry                | 21. Mai 2025         | -                                     | Anna Dokoza        | Allen MacDonald                   |